# Émilie de Vialar

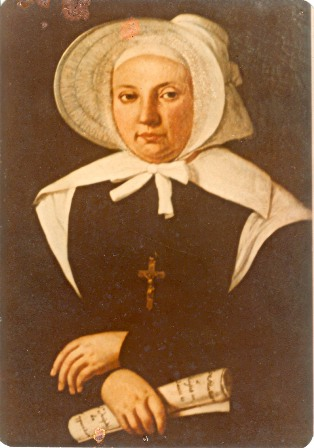
Hl. Émilie de Vialar, Porträt um 1850

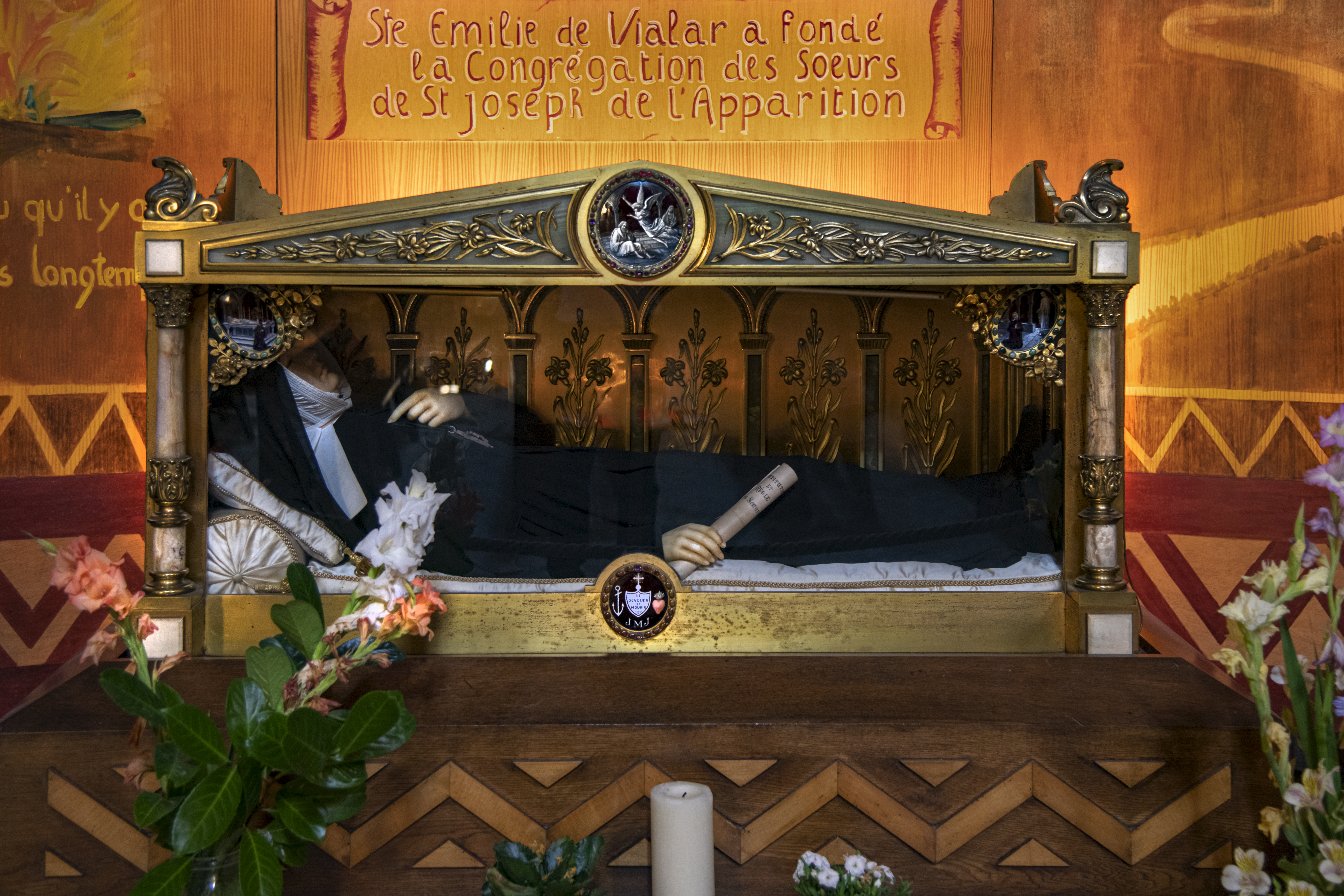
Ihr Reliquiar in Gaillac

Émilie de Vialar (* 12. September 1797 in Gaillac; † 24. August 1856 in Marseille) war eine französische Ordensschwester und Ordensgründerin. Sie wird von der römisch-katholischen Kirche als Heilige verehrt.
Émilie de Vialar wurde als älteste Tochter der vier Kinder der wohlhabenden Eheleute Baron de Vialar und Antoinette Portal geboren. Nach dem Besuch der Grundschule in Gaillac wechselte sie auf ein Mädchenpensionat in Paris. Nach Beendigung ihrer Schulbildung und dem Tod ihrer Mutter kehrte sie nach Hause zurück und übernahm die Erziehung ihres jüngsten Bruders. Eine Eheschließung lehnte die fromme junge Frau trotz heftiger Streitigkeiten mit ihrem Vater ab. Sie widmete sich karitativen Werken und nutzte ein von ihrem Großvater ererbtes Vermögen um 1832 ein Haus in Gaillac zu erwerben. Dort gründete sie die Kongregation der Schwestern des hl. Joseph von der Erscheinung, die 1835 die bischöfliche Approbation erhielt. 
Die Schwestern widmeten sich der Kranken- und Armenpflege, sie reisten etwa nach Algerien, um die Kranken bei einer Choleraepidemie zu pflegen.
Die Kongregation wurde insbesondere vom Bischof von Marseille unterstützt, was Émilie de Vialar veranlasste, das Mutterhaus 1852 dorthin zu verlegen. In den 24 Jahren, in denen die Gründerin die Kongregation leitete, wurden diese sich in über 40 Niederlassungen in Westeuropa, im Mittelmeerraum, auf dem Balkan, sowie im Nahen und Fernen Osten aus. 1856, ihrem Todesjahr, wurde die erste Niederlassung in Australien gegründet.
Papst Pius XII. sprach Sr. Emilie am 18. Juni 1939 selig, die Heiligsprechung folgte am 24. Juni 1951. Ihr Gedenktag in der Liturgie ist der 17. Juni.